# 冠毛鮃
冠毛鮃為輻鰭魚綱鰈形目鰈亞目鮃科的其中一種，為溫帶海水魚，分布於西太平洋澳洲東部及紐西蘭海域，棲息深度26-240公尺，體長可達20公分，棲息在沙底質底層水域，以底棲生物為食，生活習性不明。